# Bess Waldo Allison
Bess Waldo Allison, född 14 november 1886, död 15 april 1912, var en amerikan som omkom under förlisningen av RMS Titanic. Hon var en av endast fyra kvinnliga passagerare ur första klass som omkom i Titanics förlisning: de övriga var Ann Eliza Isham, Edith Corse Evans och Ida Straus. 
Den 15 april steg hennes barnsköterska först i en livbåt med hennes son. 
Bess Waldo Allison hade fått en plats i livbåt nummer 6 med sin två år gamla dotter Helen Loraine Allison. När hon satt sig i båten talade någon om för henne att hennes make hade fått en plats i en annan livbåt, på motsatt sida av fartyget. Hon tog då med sig sin dotter och steg ur livbåten igen, med avsikt att sätta sig i samma livbåt som sin make. 
Hon visades till andra sidan av fartyget, men kunde inte hitta honom. Hon och hennes dotter fick inte plats i någon annan livbåt. Både hon, hennes make och dotter omkom. Deras kroppar återfanns aldrig, och hennes dotter blev det enda barn från första klass som omkom.